# Trường Quan hệ Quốc tế và Công vụ Princeton
Trường Quan hệ Quốc tế và Công vụ Princeton (trước đây là Trường Quan hệ Quốc tế và Công vụ Woodrow Wilson) là một trường chính sách công chuyên nghiệp thuộc Viện Đại học Princeton. Được thành lập vào năm 1930, trường cung cấp một loạt các môn học toàn diện trong các lĩnh vực phát triển quốc tế, chính sách đối ngoại, khoa học công nghệ, kinh tế và tài chính thông qua các chương trình cử nhân, thạc sĩ và tiến sĩ. Trường luôn được xếp hạng là một trong những cơ sở đào tạo tốt nhất về quan hệ quốc tế và các vấn đề công trong nước cũng như trên thế giới. Tạp chí Chính sách Đối ngoại vào năm 2015 đã xếp hạng trường đứng thứ 2 trên thế giới về giảng dạy quan hệ quốc tế ở cấp độ đại học và thứ 4 ở cấp độ cao học.